# 桑迪亞帕克 (新墨西哥州)
桑迪亞帕克（英語：Sandia Park）是位於美國新墨西哥州伯納利歐縣的普查規定居民點。

## 人口
根據2020年美國人口普查的數據，桑迪亞帕克的面積為1.88平方千米，皆為陸地。當地共有人口265人，而人口密度為每平方千米140.96人。